# Rimske počitnice
Rimske  počitnice (ang. Roman Holiday) je ameriška romantična komedija režiserja in producenta Williama Wylerja, z Gregoryjem Peckom in Audrey Hepburn v glavnih vlogah, posneta v črno-beli tehniki.
Scenarij filma sta napisala John Dighton in Dalton Trumbo. Ker je bil Trumbo uvrščen na »črno listo hollywoodskih delavcev«, na špici filma ni bil napisan kot scenarist in je bil namesto njega zapisan McLellan Hunter. Tudi Bernard Vorhaus, ki je bil na črni listi, se je kot pomočnik režiserja na špici lahko pojavil zgolj s psevdonimom.
Ko so leta 2003 film izdali na nosilcu DVD, so tedaj zapisali pravilne podatke o scenaristu in pomočniku režiserja.
Film je bil prikazan na 14. Beneškem filmskem festivalu, izven uradnega programa.

## Nagrade
Med desetimi nominacijami filma za oskarja je Audrey Hepburn prejela nagrado za glavno žensko vlogo, film pa je prejel nagrado za scenarij in kostumografijo. 
Leta 1999 je Kongresna knjižnica film izbrala za ohranitev v nacionalnem filmskem registru Združenih držav Amerike, kot »kulturno, zgodovinsko ali estetsko pomembno umetniško delo«.

## Vsebina
Ana, princesa neimenovane evropske kraljevine, med državniškim obiskom Rima, postane razočarana nad svojim strogo načrtovanim življenjem in v želji po prostosti ter pristni avanturi na skrivaj zapusti veleposlaništvo svoje države. Zaradi zapoznelega učinka pomirjevala zaspi na klopi, kjer jo najde Joe Bradley, ameriški poročevalec za »American News Service«, ne da bi prepoznal, kdo v resnici je. Ker misli da je pijana, jo Joe odnese v  svoje stanovanje in jo položi v posteljo, sam pa prespi na kavču. 
Naslednje jutro Joe z zamudo odhiti v službo in se svojemu uredniku Hennessyju zlaže o svoji udeležbi na princesini tiskovni konferenci. Šele ko mu Hennessy pove, da je bila konferenca odpovedana in mu pokaže časopisno kolumno o princesini »nenadni bolezni«, kjer je tudi njena fotografija, Joe ugotovi, kdo spi v njegovem stanovanju. Ker vidi priložnost za ekskluzivno reportažo, Joe zasebno pokliče svojega prijatelja fotografa Irvinga Radovicha in se z njim dogovori za sodelovanje. Zatem Hennessyju obljubi obsežen ekskluziven intervju s princeso, in ga vpraša, kakšno bi bilo plačilo. Hennessy mu obljubi 5.000 $, vendar hkrati z Joejem stavi za 500 $, da takšnega intervjuja ne bo mogel dobiti. 
Joe odhiti domov, kjer prikrivajoč dejstvo, da je poročevalec, »Anji« ponudi, da ji razkaže znamenitosti Rima, vendar ona njegovo ponudbo zavrne ter odide. V Rimu uživa v svobodi, raziskuje tržnico, kupi par čevljev, opazuje ljudi in vsakdanji rimski vrvež ter si pri frizerju da skrajšati svoje dolge lase. Joe ji sledi, ter kot »po naključju« se zopet srečata na Španskih stopnicah. Tokrat jo prepriča, da preživi dan v njegovi družbi, odpelje jo v ulično kavarno, kjer se srečata z Irvingom. Ko Ana poskuša prepeljati Joeja na vespi skozi gosti rimski promet, policist vse tri aretira, vendar Joe in Irving pokažeta svoji »lažni« novinarski izkaznici in skupino izpustijo. Skupaj obiščejo vodnjak Trevi in Usta resnice, ogledajo si tudi Kolosej. 
Zvečer, med plesom ob Tiberi, pri Angelskem gradu, kamor je Ano povabil frizer, ambasada aktivira svoje tajne agente, z nalogo, naj princeso izsledijo in jo vrnejo, prostovoljno ali tudi s silo, če je to potrebno. Ko Ano odkrijejo, jo Joe, Irving in brivec poskušajo osvoboditi, ta pa se medtem pogumno pridruži spopadu z agenti. Dogajanje se zaključi, ko na prizorišče prispe italijanska policija in tajne agente aretira. Joe in Ana pobegneta, toda pri tem Joe pade v reko in tudi Ana skoči za njim, v želji da ga reši. Pozneje, v Joejevem stanovanju, medtem ko sušita svoja mokra oblačila, si delita nežne grenko-sladke trenutke ljubezni. Ana se z obžalovanjem sooči s svojimi vsakdanjimi obveznostmi, zato Joeja naprosi, da jo odpelje v bližino veleposlaništva. V solzah se od tam od njega poslovi in se vrne v ambasado. 
Joe se odloči, da ne bo napisal reportaže, vendar Irvingu pove, da lahko prosto prodaja svoje fotografije. Joe in Irving se nato udeležita preložene tiskovne konference na veleposlaništvu, na veliko presenečenje princese Ane. Joe ji zagotovi (z besedami, ki jih je razumela samo ona, ne pa tudi drugi novinarji), da ne bo objavil ničesar o njunem skupnem dnevu. Na koncu intervjuja princesa nepričakovano zaprosi za srečanje z novinarji in se z vsakim od njih na kratko pogovori. Ko prideta na vrsto Joe in Irving, ji Irving preda svoje fotografije, da jih bo imela kot spomin na Rim. Tudi z Joejem si izmenjata nekaj uradnih besed, preden ona vsa nejevoljna odide.

## Igralci
- Gregory Peck kot Joe Bradley
- Audrey Hepburn kot princesa Ana
- Eddie Albert kot Irving Radovich
- Hartley Power kot urednik Hennessy
- Harcourt Williams kot veleposlanik
- Margaret Rawlings kot grofica Vereberg, Anina sekretarka
- Tullio Carminati kot general Provno
- Paolo Carlini kot Mario Delani
- Claudio Ermelli kot Giovanni

## Snemanje in lokacije
Wyler je vlogo Joeya Bradleya najprej ponudil hollywoodskemu prvorazredniku Caryju Grantu, vendar jo je ta zavrnil, ker je menil, da je v primerjavi z Audrey Hepburn zanjo prestar, kljub temu pa je deset let kasneje z njo igral v filmu Šarada (Charade). Peckova pogodba je Wylerju zagotovila sredstva za plačilo filmski zvezdi, novinka Hepburnova pa je bila finančno uvrščena veliko nižje. Na polovici snemanja je Gregory Peck režiserju Wylerju predlagal, naj ji zagotovi plačilo v enaki višini kot njemu, kar je bila nezaslišana gesta v Hollywoodu.
Wyler je sprva v zvezi z vlogo princese Ane razmišljal o Elizabeth Taylor in Jean Simmons, vendar obe nista bili na voljo.
18. septembra 1951 je režiser Thorold Dickinson s Hepburnovo opravil poskusno snemanje in filmske posnetke poslal Williamu Wylerju, ki je že bil v Rimu in vodil priprave za snemanje. Wyler je pisal Dickinsonu, "da so zaradi testnih posnetkov številni producenti pri Paramountu izrazili zanimanje za njeno izbiro." Vloga princese Ane v Rimskih počitnicah sicer ni bila prva igralska vloga Hepburnove, saj je že nastopala v več nizozemskih in britanskih filmih in leta 1948 na odrih, vendar je bila to njena prva večja filmska vloga in njen prvi nastop v ameriškem filmu. Wyler je želel »protiitalijansko« igralko, ki je bila povsem drugačna od zaobljenih italijanskih filmskih zvezd tistega obdobja.
Italijansko ministrstvo za turizem je prvotno zavrnilo dovoljenje za snemanje filma v Rimu, z utemeljitvijo, da bi »degradiralo Italijane«. Ko je bila zadeva rešena, je snemanje potekalo v celoti v Rimu in v studijih Cinecittà. Prvotno je bilo načrtovano, da bo film posnet v barvah, vendar je bilo zunanje snemanje tako drago, da so ga posneli v črno-beli tehniki.
- Usta resnice, Piazza Bocca della Verità, bazilika Svete Marije v Kosmedinu
- Kavarna Rocca, Piazza della Rotonda in Panteon
- Angelski grad
- Vodnjak Trevi
- Beneški trg, Rim
- Španske stopnice in Španski trg
- Cerkev Trinità dei Monti
- Kolosej
- Via Margutta 51, lokacija Joevega stanovanja
- Via dei Fori Imperiali
- Via della Stamperia 85, frizerski salon v filmu
- Palača Colonna galerija, prizorišče princesine tiskovne konference
- Palača Brancaccio, princesina spalnica